# ولسوالی غازی‌آباد
غازی‌آباد  یکی از ولسوالیهای ولایت کنر در شمال خاوری افغانستان است. جمعیت این ناحیه نزدیک به ۷۵۰۰ نفر اعلام شده است.

## منبع‌ها
- مشارکت‌کنندگان ویکی‌پدیا. «Kunar Province». در دانشنامهٔ ویکی‌پدیای انگلیسی، بازبینی‌شده در ۲۱ بهمن ۱۳۹۰ خورشیدی.